# Begnagrad
Begnagrad — словенская музыкальная группа. Лидером группы являлся аккордеонист Братко Бибич.

## История
Группа была основана в 1975 году Братко Бибичем, Бого Печникаром, Игорем Мушевичем и Владо Шпиндлером. В 1976—1977 годах они записывали свой материал сначала на студии Radio Student, а позже и на студии Radio Novi Sad в Любляне. В 1978 году группа распалась.
В 1981 году группа была воссоздана, но на этот раз без Мушевича и Шпиндлера. Вместо них в группу вошли Нино де Глерия, Алеш Рендла и Борис Ромих. В 1982 году на лейбле ZKP RTVL был выпущен одноимённый дебютный альбом группы, однако в 1983 году группа снова распалась. В 1990 году был выпущен альбом «Jodlovska Urška», преимущественно состоявший из материала, записанного группой в 1977 году, а через 3 года в 1993 году был выпущен альбом «Tastare (Theoldwones)», также состоявший из материала 1970-х годов.

## Состав
- Братко Бибич — аккордеон, вокал (1975—1978, 1981—1983)[6]
- Нино де Глерия — басс (1981—1983)
- Алеш Рендла — барабаны, скрипка (1981—1983)
- Борис Ромих — гитара (1981—1983)
- Бого Печникар — кларнет (1975—1978, 1981—1983)

### Бывшие участники
- Игорь Мушевич — барабаны (1975—1978)
- Владо Шпиндлер — басс (1975—1978)

## Дискография
- Begnagrad (Konzert For A Broken Dance) (1982)
- Jodlovska Urška (1990)
- Tastare (Theoldwones) (1992)